# سیارک ۱۰۶۷۲
سیارک ۱۰۶۷۲ (به انگلیسی: 10672 Kostyukova، نامگذاری:1978QE) ده هزار و ششصد و هفتاد و دومین سیارک کشف شده‌است که در ۳۱ اوت ۱۹۷۸ کشف شد.